# Inger-Lise Ulsrud
Inger-Lise Ulsrud (* 13. Mai 1963) ist eine norwegische Organistin, Kantorin und Hochschullehrerin. 

## Leben und berufliche Tätigkeit

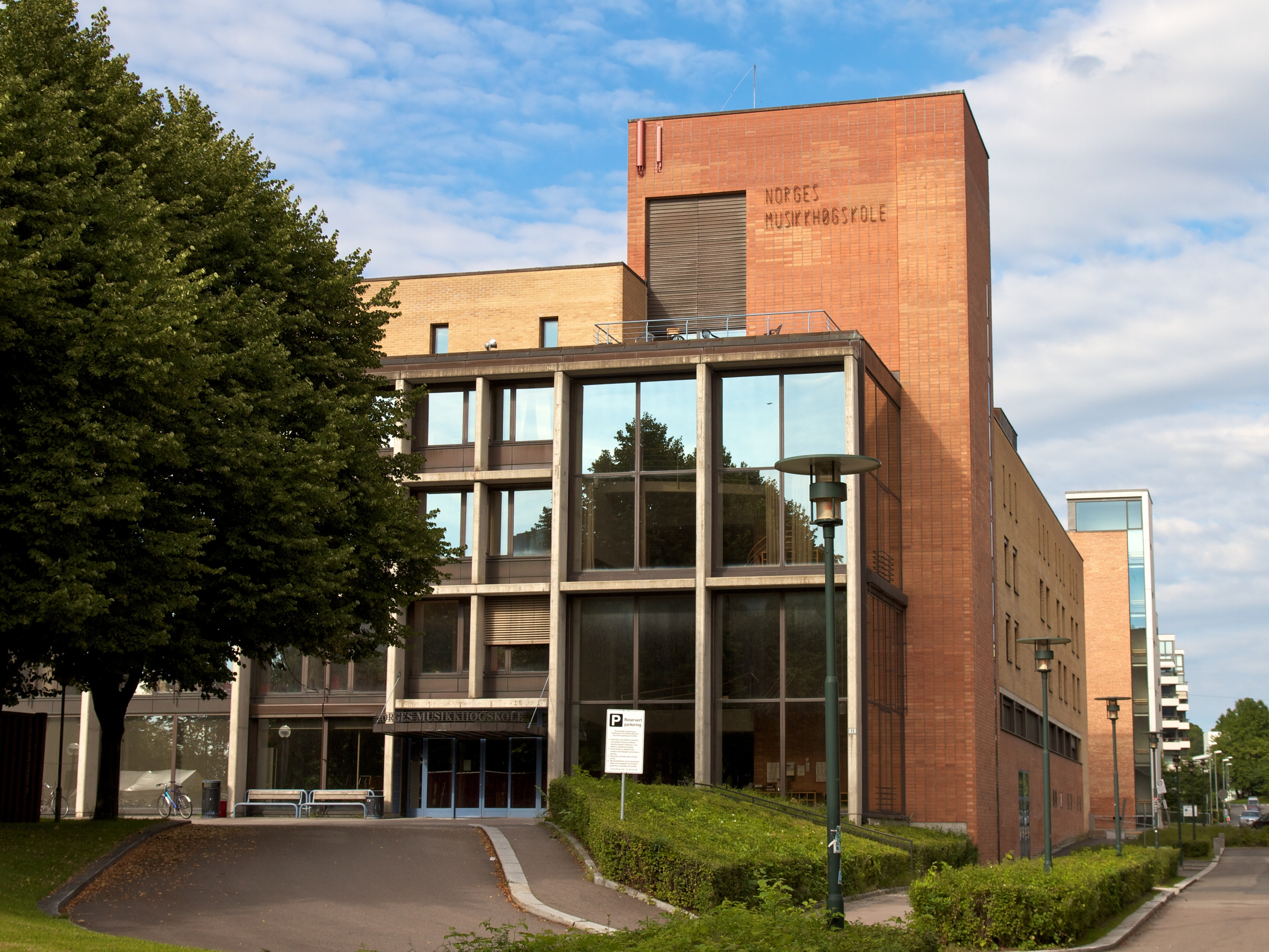
Ulsrud lehrt als Professorin für Orgel und Improvisation an der Norwegischen Musikhochschule.

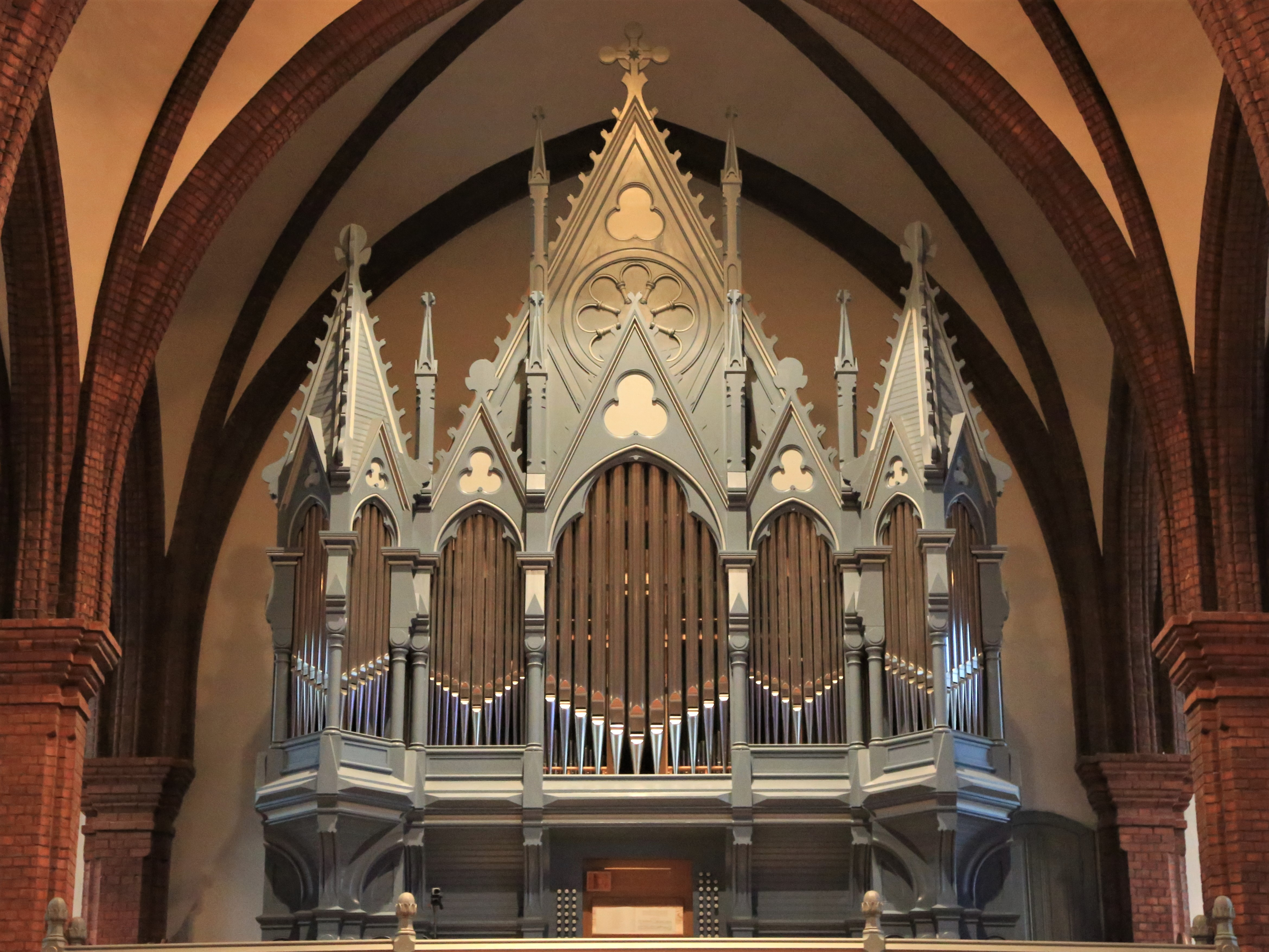
Als Organistin der Uranienborg kirke in Oslo spielt Inger-Lise Ulsrud regelmäßig die große Kuhn-Orgel.

Inger-Lise Ulsrud studierte zunächst Kirchenmusik an der Norwegischen Musikhochschule (Norges musikkhøgskole) in Oslo. Nach dem Studium der Orgelimprovisation bei Anders Bondeman an der schwedischen Königlichen Musikhochschule Stockholm (schwedisch: Kungliga Musikhögskolan i Stockholm) absolvierte sie ihr Konzertdiplom als Konzertorganistin in Deutschland bei Edgar Krapp an der Hochschule für Musik und darstellende Kunst in Frankfurt am Main. Später vertiefte sie als Privatschülerin von Almut Rößler an der Robert-Schumann-Hochschule in Düsseldorf ihre Kenntnisse über Olivier Messiaens Orgelwerk.
Seit 1993 unterrichtet Ulsrud die Fächer Orgel und Improvisation an der Norwegischen Musikhochschule, wo sie von 2008 bis 2015 auch Leiterin der Abteilung Kirchenmusik war. Neben ihrer Lehrtätigkeit als Professorin gibt sie regelmäßig Meisterkurse in und außerhalb von Norwegen. 
An der Stadtkirche Uranienborg kirke in Oslo ist sie regelmäßig als Organistin und Kantorin tätig.
Ihr Konzertdebüt gab Ulsrud 1996 in der Konzerthalle Oslo (Oslo Konserthus). In der Folge spielte sie im Rahmen ihrer umfangreichen Konzertaktivitäten und Festival-Teilnahmen in Russland und vielen europäischen Ländern an großen Orgeln bekannter Kirchen, darunter die Thomaskirche in Leipzig, die Marktkirche in Halle, die Kathedralen von Riga, Passau, Salzburg, Schleswig und Birmingham, die Hallgrimskirkja in Reykjavík und der Nidarosdom in Trondheim. Im Februar 2018 gab sie in der Schweiz ein Solo-Konzert an der Goll-Orgel im Kultur- und Kongresszentrum Luzern, bei dem sie unter dem Titel „Klänge aus dem Norden“ Werke skandinavischer Komponisten und eigene Orgelimprovisationen aufführte.
Ulsrud beteiligte sich von 2007 bis 2013 als Mitglied des Choralbuch-Komitees an der Ausarbeitung des neuen Norwegischen Gesangbuchs (Norsk salmebok), das von der Norwegischen Kirche im Jahr 2013 herausgegeben wurde.
Sie gehörte von 2011 bis 2015 dem Vorstand des Internationalen Kirchenmusikfestivals Oslo an und wurde 2016 Vorstandsmitglied des Oslo Orgelfestivals. Im selben Jahr war sie Jurorin an der Königlich Schwedischen Musikakademie (schwedisch: Kungliga Musikaliska Akademien). Für die Schwedische Orgelgesellschaft (schwedisch: Svenska Orgelsällskapet) bildete Ulsrud im Mai 2018 gemeinsam mit Hans Fagius und Leo van Doeselaar die Jury beim Orgelwettbewerb in Jönköping.
Ulsrud war an einer Reihe von Radio- und Fernsehproduktionen und CD-Veröffentlichungen beteiligt. Im Jahr 2009 erschien ihre erste Solo-CD mit frühen Orgelwerken von Olivier Messiaen, die in der Kirche St. Nikolai im schwedischen Halmstad aufgenommen wurden. Eine zweite CD mit dem Titel Meditatio mit zwei Orgelwerken des norwegischen Komponisten Kjell Mørk Karlsen, die auf der 2009 fertiggestellten neuen großen Orgel der Schweizer Orgelbaufirma Kuhn in der Uranienborg kirke eingespielt wurden, erschien 2014. Im Jahr 2018 veröffentlichte Ulsrud ein Lehrbuch zur Orgelimprovisation.

## Auszeichnungen
Im Jahr 1991 gewann Ulsrud einen Improvisationswettbewerb im Altenberger Dom. Bei den Grammy Awards 2017 war sie mit dem von ihr auf der Orgel begleiteten Kirchenchor Uranienborg Vokalensemble und der Chorleiterin Elisabeth Holte für die CD Himmelrand in der Kategorie Beste Chordarbietung (englisch: Best Choral Performance) nominiert.

## Diskografie
- 1995: Vårt øye ser mot Betlehem, mit dem Nordstrand Kirchenchor, Lynor 9513
- 1998: Rop av fryd, mit dem Nordstrand Kinder-, Jugend- und Kirchenchor, Lynor 9802
- 1999: Transeamus usque Betlehem mit dem Männerchor der Universität Oslo, DNSCD 002
- 2000: Smak av himmel spor av jord, Grappa GRCD 4164
- 2007: Pebbles, mit Jonas Haltia (Trompete), Simax PPC 9058
- 2009: Olivier Messiaen – Early Organ Works (2009), Simax PSC 1170
- 2014: Kjell Mørk Karlsen – Meditatio, Aurora ACD 5079
- 2016: Himmelrand – Choral, mit dem Uranienborg Vokalensemble
- 2020: Stille som sne, mit dem Studentinnenchor Kvindelige Studenters Sangforening, Lawo Classics

## Schriften
- En improvisators betroelser. Lærebok i orgelimprovisasjon. Cantando Musikkforlag, Stavanger 2018 (norwegisch).